# Dolo Beltrán
Pour les articles homonymes, voir Beltrán.
Dolo Beltrán, née le 10 septembre 1974 à Barcelone, est une actrice et chanteuse espagnole.

## Biographie
Dolo Beltrán est la chanteuse du groupe Pastora.

## Filmographie
- 1999 : Polar (série télévisée)
- 2001 : Moncloa ¿dígame? (série télévisée) : Cabo Pelayo (3 épisodes)
- 2000-2003 : Dinamita (série télévisée) (39 épisodes)
- 2003 : Jet Lag (série télévisée) : Vicky
- 2004 : Nubes de verano : Frutera
- 2004 : Unconscious
- 2007 : Atlas de geografía humana : la psychologue
- 2007 : Myway : Dona
- 2009 : Mediterranean Food : Lunes (voix)
- 2009 : Xtrems : Bruixa
- 2009-2011 : Infidels (série télévisée) : Dani Díez (42 épisodes)
- 2011 : Intereses mundanos Bar Mut (court métrage) : l'amie de Paula
- 2012 : Volare (téléfilm) : Fàbia
- 2014 : Ford Escort (court métrage) : Irene
- 2014 : Difuminado : Rea
- 2015 : Res no tornarà a ser com abans (téléfilm) : Dolo